# In Dubious Battle
In Dubious Battle é um romance de John Steinbeck escrito em 1936. A figura central da história é um activista do "Partido" (possivelmente o Partido Comunista ou o Industrial Workers of the World, embora nunca seja especificamente designado no romance) que está a organizar uma importante greve dos apanhadores de fruta, buscando, assim, atrair seguidores para a sua causa.
Antes da publicação, Steinbeck escreveu numa carta:

Esta é a primeira vez que senti que podia ter tempo para escrever e também que tinha algo a dizer a algo para além do meu livro manuscrito. Lembra-se que eu tinha a ideia que ia escrever a autobiografia de um comunista. ... Aí está o problema. Eu tinha planeado escrever um relato jornalístico de uma greve. Mas como pensei nisso como ficção, a coisa ficou cada vez maior. Não podia ser assim. Agora tenho vivido com esta coisa há algum tempo. Não sei quanto me falta, mas estou a usar uma pequena greve num vale de pomares como símbolo da eterna e amarga guerra do homem com ele mesmo.

## Explicação do título do romance
O título é uma referência a uma passagem de Paradise Lost (Paraíso Perdido) de John Milton:
| Excerto de Paraíso Perdido | Tradução livre |
| --- | --- |
| "Innumerable force of Spirits armed, That durst dislike his reign, and, me preferring, His utmost power with adverse power opposed In dubious battle on the plains of Heaven And shook his throne. What though the field be lost? All is not lost—the unconquerable will, And study of revenge, immortal hate, And courage never to submit or yield: And what is else not to be overcome?" | "Forças inumeráveis de Espíritos armados, Que ousaram desdenhar do seu reinado e a mim preferindo, Ao seu poder supremo outro poder adverso se opuseram Em batalha incerta nas planícies do Céu E fizeram vacilar o seu trono. Que importa a colheita perdida? Nem tudo está perdido — a vontade indómita, E o desejo de vingança, o ódio imortal, E a coragem nunca submissa ou que cede: E o que vale mais que não ser superado?" |

## Resumo do enredo
Em Batalha Incerta trata de uma greve dos apanhadores de fruta num vale da Califórnia e das tentativas dos comunistas para organizar, conduzir e ajudar os trabalhadores em greve.

## Personagens
- Doc Burton – médico que apesar do seu cepticismo relativamente às ideias esquerdistas trabalha com os grevistas assegurando que não sejam coarctados por falta de saneamento.
- Jim Nolan– novo membro do "partido", cujo desenvolvimento político é um dos temas centrais do livro. O pai dele era próprio comunista, sendo uma lenda como lutador.
- London – o segundo, mas o mais importante, líder eleito dos trabalhadores em greve
- Mrs. Meer – senhoria de Jim
- Harry Nilson – militante do partido que inicia o processo de filiação de Jim no partido
- Roy Nolan – pai de Jim (assassinado três anos antes)
- Mr. Webb – Gerente do supermercado Tulman onde Jim trabalhou e que nega conhecer Jim quando soube que este é um radical.
- May Nolan – Irmã mais velha de Jim que desapareceu misteriosamente quando era jovem
- Mac McLeod – Membro do partido e mentor de Jim. Torna-se o fio condutor da trama após tomar Jim sob a sua protecção.
- Dick Halsing – "menino bonito" do partido responsável por solicitar contribuições aos simpatizantes
- Joy – membro do partido agressivo e ingénuo, possivelmente com problemas cerebrais devido a brutalidade policial; veterano da I Guerra Mundial
- Alfred Anderson – Dono e operador de caravana de alimentação; Simpatizante comunista e filho de um pequeno agricultor.
- Sam – "magro", um apanhador de fruta
- Lisa – Nora de London que é assistida por Mac quando trabalha
- Dan – um velho apanhador cuja queda de uma escada avariada é a causa inicial dos outros trabalhadores irem para a greve
- Dakin – líder dos apanhadores na quinta Hunter
- Alla – mulher de Dakin
- Jerry – um apanhador na quinta Hunter que é a favor da greve
- Al Anderson – pai de Alfred, proprietário de pequena quinta, orgulhoso dos seus cães
- Burke – ajudante de Dakin
- Albert Johnson – dono de tractor
- Bolter	– Presidente da Associação de Fruticultores que tenta negociar com os grevistas

## Significado literário e crítica
Quando da publicação, Fred T. March, revisor do New York Times, comparou-o ao "sabor genial" do "picaresco Tortilla Flat. Ele comentou que "nunca saberíamos que Em Batalha Incerta era do mesmo John Steinbeck se os editores não o dissessem." Considerou-o "corajoso e desesperadamente honesto", "o melhor romance sobre trabalho e greve que saiu da nossa agitação económica e social contemporânea," e "um romance que Sinclair Lewis no seu melhor poderia ter feito se tivesse avançado com o seu projectado romance sobre o trabalho..."
Em 1943, já Steinbeck era famoso, Carlos Baker, escritor, biógrafo e professor de literatura na Princeton University, "reavaliou" o romance. Começou por referir que "Entre os melhores romances de Steinbeck, o menos conhecido é provavelmente Em Batalha Incerta". Referiu também que "Steinbeck está acima de tudo interessado no que acontece com as mentes e os corações dos homens quando actuam não como indivíduos responsáveis e autónomos, mas como membros de um grupo... Os biólogos têm uma palavra para este problema muito importante, a chamada bionomia ou ecologia." Também referiu que o "interesse bionómico de Steinbeck é visível em tudo o que fez, desde Tortilla Flat, em meados da década de trinta, passando pelo seu semi biológico Mar de Cortez, até às suas mais recentes reportagens como correspondente de guerra na Inglaterra." Ele caracteriza Em Batalha Incerta como "uma tentativa de estudo de uma típica greve no meio de uma depressão em termos bionómicos."
Em 1958, o crítico Alfred Kazin referiu-se a Em Batalha Incerta e As Vinhas da Ira como os "seus livros mais poderosos", contrastando-os com Cannery Row e The Wayward Bus. O Presidente Barack Obama disse ao New York Times que era o livro de Steinbeck seu preferido.
O romance provavelmente narra uma greve de trabalhadores da fruta que ocorreu em Tulare, California.

## Adaptação cinematográfica
Em 2016 foi estreado nos EUA um filme baseado no livro de John Steinbeck e com o mesmo título, In Dubious Battle, dirigido por James Franco que também participa como actor. Do elenco fazem parte Nat Wolff, Selena Gomez, Vincent D'Onofrio, Robert Duvall, Ed Harris, Bryan Cranston e Danny McBride, de entre outros. A produção pertenceu a Thats Hollywood, Ambi Pictures e RabbitBandini Productions. O filme estreou em Portugal em Abril de 2017.

## Leituras adicionais
- Fred T. March, "In Dubious Battle and Other Recent Works of Fiction,"  New York Times, 2 Fevereiro de 1936, p. BR7
- "In Dubious Battle Revalued," Carlos Baker, 25 de julho de 1943, p. BR4
- Kazin, Alfred, "The Unhappy Man from Happy Valley,"  New York Times, 4 de maio de 1958 p. BR1
- Pressman, Richard S. "Individualists or Collectivists: Steinbeck's In Dubious Battle and Hemingway's To Have and Have Not", Steinbeck Quarterly 25.03-04 (Summer/Fall 1992): 119-133.
- Rose, Alan Henry. "Steinbeck and the Complexity of the Self in In Dubious Battle",Steinbeck Quarterly 9.01 (Winter 1976): 15-19
- Sarchett, Barry W. "In Dubious Battle: A Revaluation." Steinbeck Quarterly 13.03-04 (Summer/Fall 1980): 87-97
- Wilson, Jerry W. "In Dubious Battle: Engagement in Collectivity." Steinbeck Quarterly 13.01-02 (Winter/Spring 1980): 31-42